# 毛果木姜子
毛果木姜子（学名：Litsea veitchiana var. trichocarpa）为樟科木姜子属下的一个变种。